# Altfrid

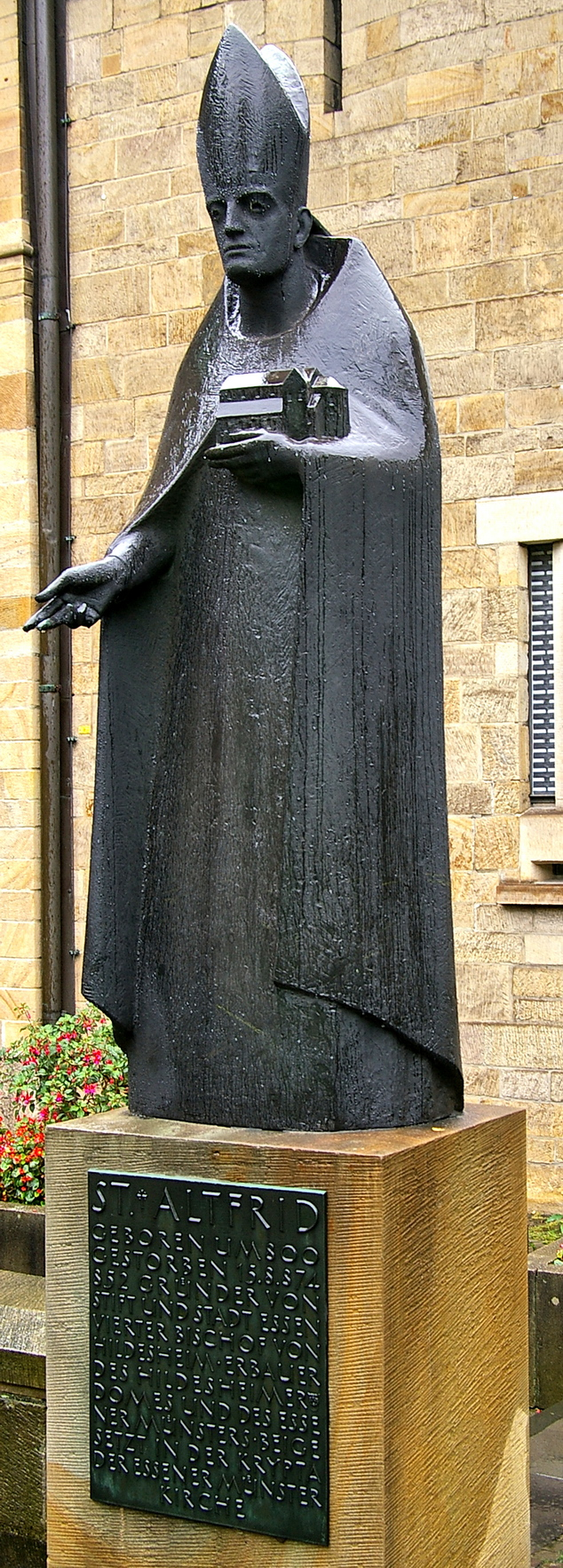
Moderne Statue des Hl. Altfrid vor der Essener Domschatzkammer. In der Hand hält Altfrid in Anlehnung an mittelalterliche Stifterbilder ein Modell des ersten Essener Münsters

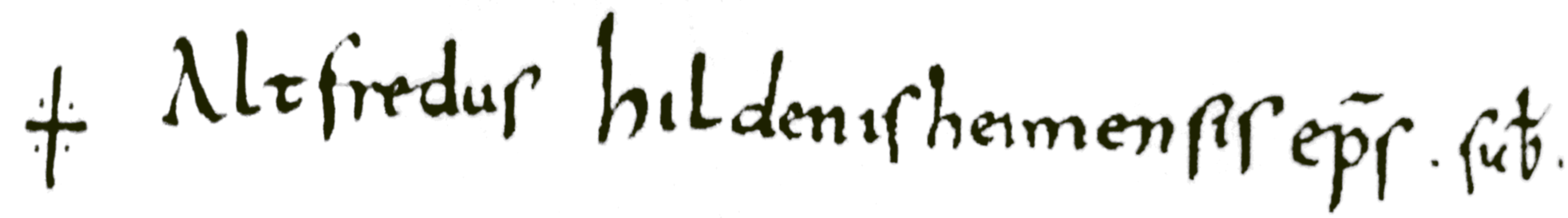
Unterschrift Altfrids als Bischof von Hildesheim, 864

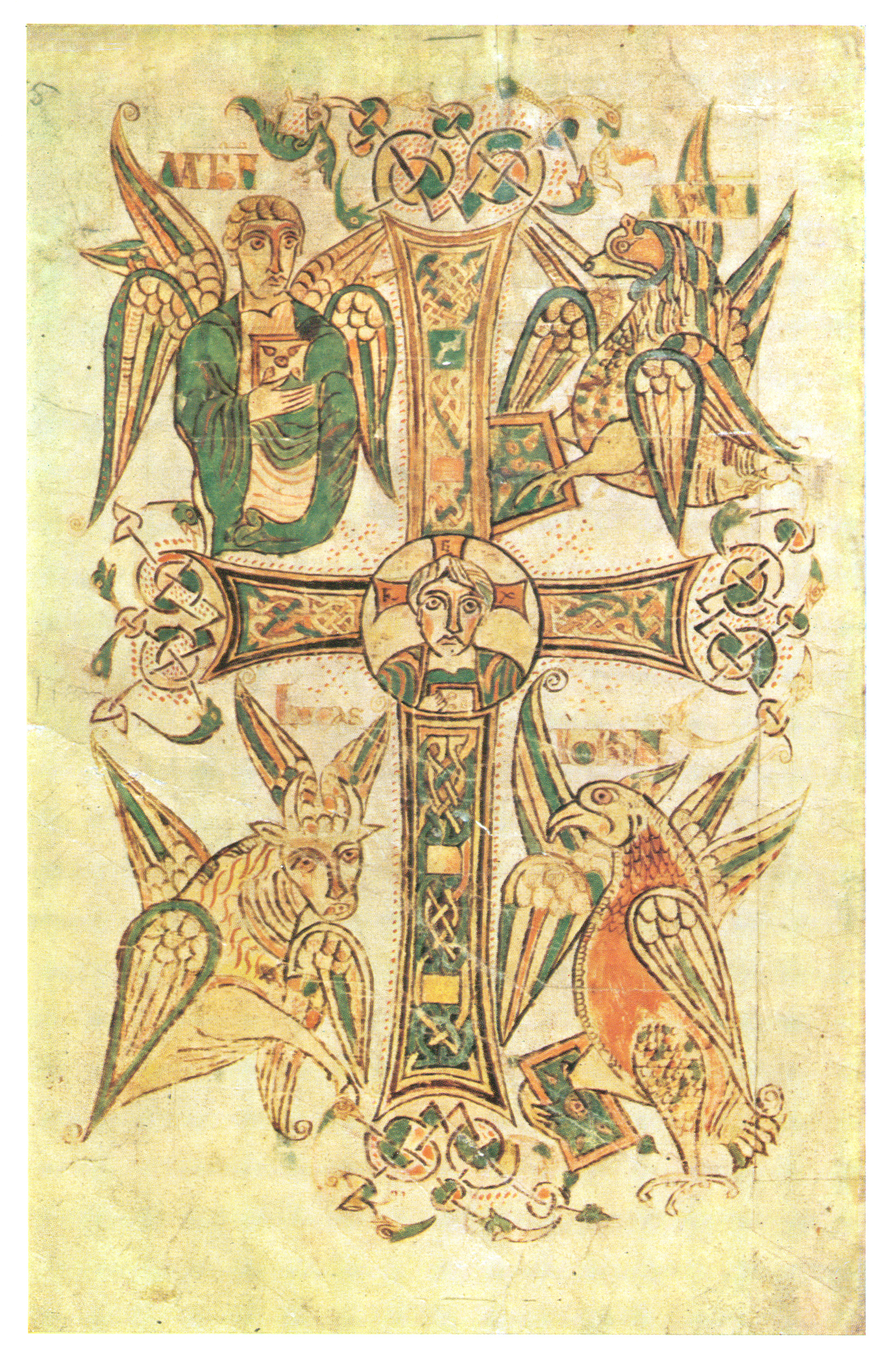
Eingangsseite eines um 800 geschriebenen Evangeliars, das möglicherweise von Altfrid als liturgische Grundausstattung dem Stift Essen übergeben wurde Essener Domschatzkammer Hs. 1

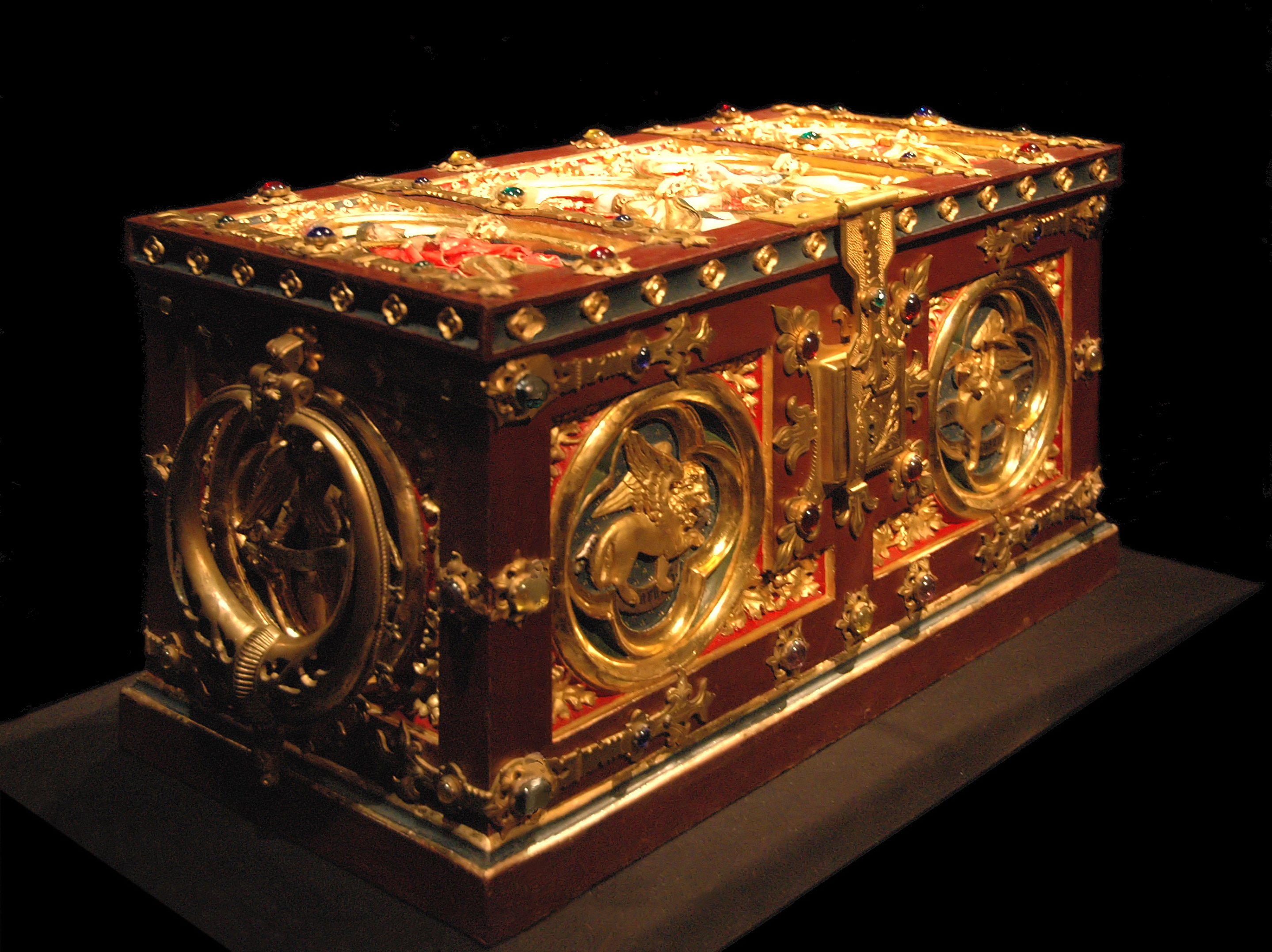
Historistischer Altfrid-Schrein von 1892 des Essener Domschatzes, aufgenommen in der Ausstellung Gold vor Schwarz

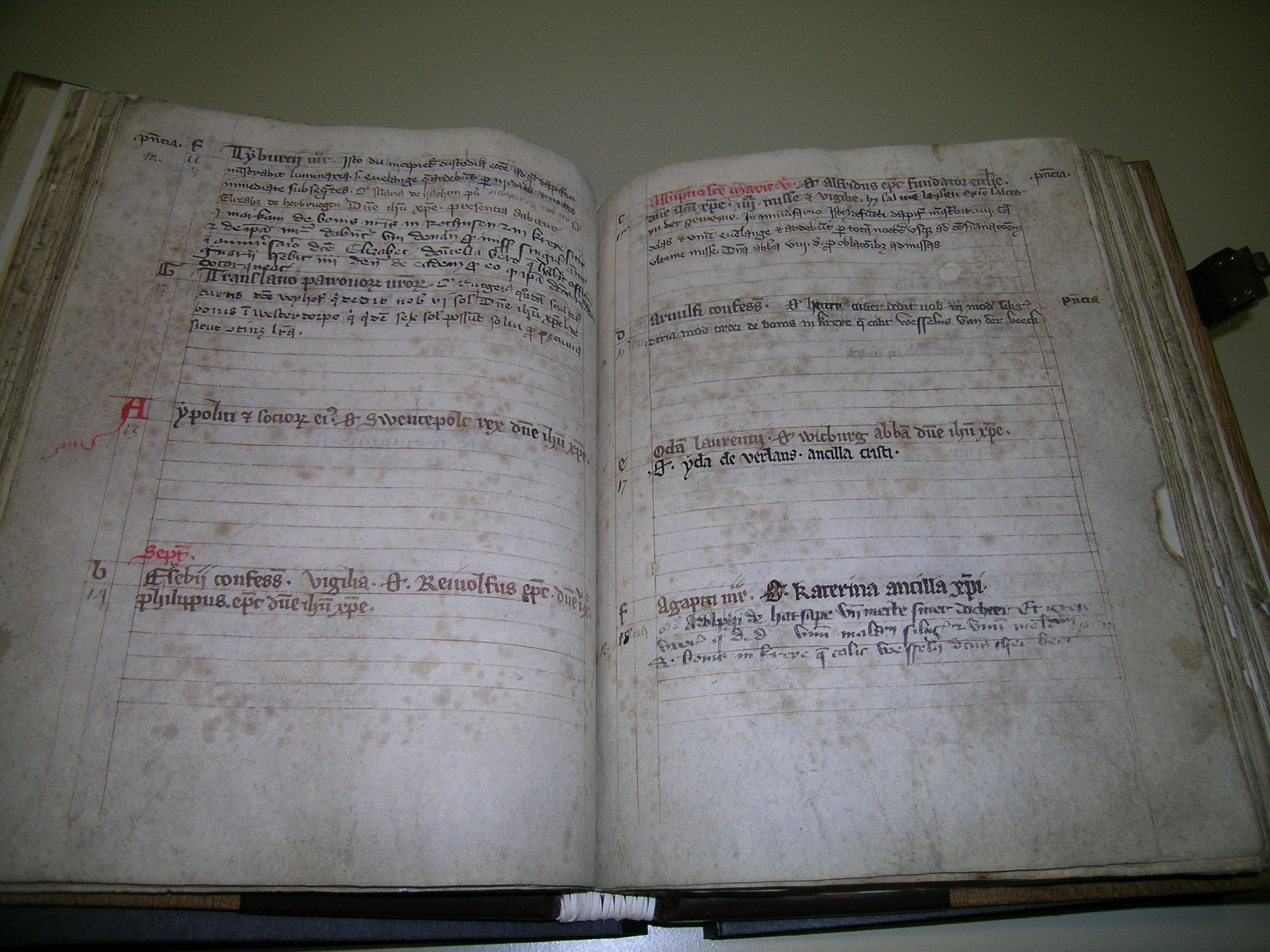
Der Essener Necrolog, aufgeschlagen auf der Seite mit Altfrids Eintrag (rechte Seite oben)

Der heilige Altfrid (* um 800; † 15. August 874) war als Bischof von Hildesheim, Gründer des Stifts Essen als Keimzelle der Stadt Essen und enger Ratgeber des ostfränkischen Königs Ludwig II. (dem Deutschen) eine bedeutende Person des ausgehenden 9. Jahrhunderts.

## Leben

### Herkunft und Ausbildung
Über Altfrid existiert keine zeitgenössische oder auch nur zeitnahe Vita. Seine erste gesicherte Erwähnung datiert vom 3. Oktober 852. An diesem Tag nahm er als Bischof von Hildesheim an einem Konzil in Mainz teil. Über Geburt, familiäre Abstammung und Ausbildung Altfrids ist nichts gesichert, jedoch kann einiges aus anderen Zeugnissen geschlossen werden.
Da Altfrid nach der Hildesheimer Chronik „reich an Tagen“ 874 starb, wird angenommen, dass er ein relativ hohes Alter erreichte, so dass eine Geburt um 800 oder kurz danach angenommen werden kann. Er war sehr wahrscheinlich vornehmer sächsischer Abstammung; Altfrids Familie besaß Eigengüter im Harzvorland und die Grundherrschaft Asnithi (Essen). Dass er der später kaiserlichen Familie der Liudolfinger angehörte, ist nach neueren Erkenntnissen eher zweifelhaft, da die Liudolfinger erst nach Altfrids Tod Einfluss im Stift Essen gewannen. Wahrscheinlicher ist, dass die Familienverbände versippt waren. Das Erreichen des Amtes eines Bischofs lässt den Schluss zu, dass Altfrid eine umfassende Bildung genossen hatte, wahrscheinlich in einem sächsischen Kloster. Die spätere Geschichtsschreibung des Klosters Corvey reklamiert Altfrid als Konventsmitglied; dies könnte den Tatsachen entsprechen. Da eine eigenhändige Unterschrift Altfrids in karolingischer Minuskel bekannt ist, in der Forscher einen im westlichen Reichsteil gepflegten Regionalschreibstil zu erkennen glauben, und einige Handschriften, die Altfrid als Gründungsausstattung dem Stift Essen übergab, eindeutig im westlichen Reichsteil entstanden sind, wird teilweise auch eine Ausbildung im Westen angenommen.

### Stiftungen
Bereits vor der Ernennung zum Bischof hatte Altfrid an der Gründung mehrerer religiös verfasster Frauengemeinschaften mitgewirkt. 845/47 erwarb er in Rom Reliquien der Heiligen Cosmas und Damian. Bei dieser Reise begleitete er möglicherweise Liudolf und dessen Gemahlin Oda, die 846 auf einer Romreise päpstlichen Schutz für die Gründung der Frauengemeinschaft Gandersheim, Dispens für die Ernennung ihrer Tochter Hathumod zur Äbtissin und Reliquien erbaten.
Ebenfalls noch vor seiner Ernennung zum Bischof von Hildesheim gründete er – und vermutlich seine gesamte Familie – auf seinem Eigenbesitz Asthnide am Hellweg 845 das Stift Essen. Erste Äbtissin wurde eine Verwandte, Gerswith, die später für eine Schwester Altfrids gehalten wurde, ohne dass es dafür einen Anhaltspunkt gibt. Auch die zweite Essener Äbtissin, Gerswith II., gehörte zu Altfrids Verwandtschaft. Altfrid ließ für das Stift einen Kirchenbau errichten. Der Grundriss dieser karolingischen Stiftskirche wird noch heute von Lang- und Querhaus des Essener Münsters abgebildet. In dieser Kirche wurde Altfrid seinem Wunsch gemäß begraben, das Altfrids-Grabmal aus gotischer Zeit steht heute in der nach ihm benannten Ostkrypta.
Altfrid unterstützte den sächsischen Grafen Ricdag bei der Gründung der Frauengemeinschaft in Lamspringe, indem er diesem Reliquien des Hl. Hadrian aus Rom beschaffte. Altfrid gründete nach Hildesheimer Überlieferung ferner ein Benediktinerkloster auf eigenem Grund im Harzvorland, von dem weder Ort noch Dauer der Existenz bekannt sind.

### Bischof
851 wurde Altfrid Nachfolger des am 20. März des Jahres gestorbenen Bischofs Ebo in Hildesheim, wobei Ludwig II. seinen Einfluss geltend machte. Eine außergewöhnliche Maßnahme Altfrids war, dass er alle von seinem Vorgänger gespendeten Weihen wiederholen ließ, um jede kirchenrechtliche Streitigkeit um deren Gültigkeit – Ebo war mehrfach als Erzbischof von Reims abgesetzt und wieder eingesetzt worden – zu vermeiden. 864 überführte Altfrid Reliquien des heiligen Marsus von Auxerre an einen unbekannten Ort in Sachsen, möglicherweise zur Abtei Corvey. Die Predigt Altfrids zur Ankunft der Reliquien ist erhalten. 852 legte Altfred den Grundstein zu einem neuen Dom in Hildesheim, einer dreischiffigen, kreuzförmigen Basilika mit Vierung und Querhaus, die 872 fertiggestellt und am 1. November 872 in Gegenwart von vier Bischöfen und des Abtes von Corvey geweiht wurde. 868 nahm er an der Synode von Worms teil, die langwirkende kirchenrechtliche Beschlüsse fasste.

### Diplomat
Altfrid, wird in einem Brief des Bischofs Hinkmar von Reims als kluger und nüchterner Denker mit Beredsamkeit eingeschätzt. Er war ein Vertrauter Ludwigs II. und für ihn als Unterhändler in den lange andauernden Machtkämpfen zwischen den Herrschern der Reichsteile des zerfallenden Frankenreiches tätig. 860 nahm Altfrid an dem Treffen zwischen Ludwig dem Deutschen und Karl dem Kahlen in der Koblenzer Basilika St. Kastor teil, wo die beiden Könige den Frieden von Koblenz vereinbarten. In den Folgejahren war Altfrid viel unterwegs: Im Frühsommer 862 ist er in Asselt an der Maas, später in Compiègne und Savonnières, 864 in Pîtres, 865 in Thousey und 867 in Metz bezeugt. Altfrid hatte maßgeblichen Einfluss auf die Gestaltung des Vertrags von Meersen, mit dem am 9. August 870 Lothringen zwischen West- und Ostfrankenreich aufgeteilt wurde.

## Nachwirken
Altfrid wurde an seinem Grab in Essen besonders verehrt. Um die Jahrtausendwende wurden an seinem Grab Wunder berichtet, was die Verehrung aufblühen ließ; auch die als heilkräftig angesehene Wirkung einer unweit des Essener Münsters gelegenen Quelle wurde seiner Fürbitte zugeschrieben. Nach dem Brand der Münsterkirche im 13. Jahrhundert wurde ein gotischer Steinsarkophag für seine Gebeine geschaffen. Das Jahresgedächtnis Altfrids war das Festlichste im Memorialdienst des Essener Stiftes. Trotzdem war Altfrid kein kanonisierter Heiliger, und mit der Säkularisation des Stiftes 1803 nahm die Altfridverehrung ab, um erst im Kulturkampf wieder stärker zu werden. Nach der Gründung des Bistums Essen 1958 ersuchte der erste Ruhrbischof in Rom um die Bestätigung der kirchlichen Feier des Festtags des heiligen Altfrid, die 1965 erteilt wurde. Altfrid darf damit seit 1965 als Heiliger verehrt werden; sein Gedenktag ist der 16. August.